# Осадный список (1618)
Основная статья Осада Москвы (1618)
Осадный список (Список осадных сидельцев)  — рукопись по истории обороны Москвы во время прихода литовского королевича Владислава на русскую столицу (1618), уникальный рукописный исторический памятник.
Список представляет собой перечень имён осадных сидельцев (около 1950 имён), расположенных по чинам и местам несения службы, в том числе фигурируют дети боярские 64-х уездных корпораций, стольники, дьяки и подьячие, служилые иноземцы, татары и новокрещённые, царицыны и патриаршие дети боярские, дворцовые служители (конюхи, сытники, псари и.т.д), служилые атаманы. Памятник сохранился в составе копии, снятой для Г.Ф. Миллера (1768). Подлинник пережил знаменитый московский пожар (1626) и погиб во время оккупации Москвы французами (1812).

## История создания списка
Неоднократно упомянутый в различных документах, список осадных сидельцев считался утерянным, между тем он сохранился в Портфелях Миллера. Текст списка дошёл до нас с некоторыми потерями. По видимому, утрачен конец документа, в начальной части документа нет части перечней стольников и московских дворян, полностью утрачены списки стряпчих. Современным историкам по различным документам удалось частично восстановить имена 45 человек и составить достаточно полное представление о самой структуре документа.
Очевидно, что образцом по составлению Осадного списка послужил осадный список царя Василия IV Ивановича Шуйского, переводившего земли служилых людей из поместных в вотчинную землю, за московское осадное сидение (1606-1610).
Заслуги московских осадных сидельцев были высоко оценены правительством. Помимо обычного денежного вознаграждения, участники обороны Москвы получили право перевести часть своих поместных земель в вотчины (из расчёта с каждых 100 четвертей земли поместных окладов — по 20 четвертей). Для учёта лиц, получивших право на получение вотчин за осадное сидение, в Разрядном приказе выработан документ, составленный сперва в столбцовой, а затем в книжной форме.
Источниками для его составления служили сведения о службе "на Москве в осаде", которые подавались в Разрядный приказ из различных приказов. Имена дворян, несших полковую службу, заносились в список на основании воеводских смотренных списков и отписок воевод.
Закончено составление списка было к 19 апреля 1619 г. и сам список отослан в Поместный приказ. Лица, подавшие челобитные после этого времени, в список не попадали. Известны по челобитным имена порядка 110 человек, отсутствующие в списке, но получившие вотчины.
Отсутствие в списке множества дворян и служилых людей, упомянутых в других документах, объясняется тем, что у них не было поместной земли и по челобитным они получали только денежное вознаграждение.

## Актуальность
Документ имеет большое значение для изучения состава и структуры служилых людей на завершающем этапе Смутного времени, в частности его верхушки — Государева двора, члены которого, как явствует из содержания памятника, составляли основной костяк участников боевых действий. Увеличивается ценность документа тем, что за период (до 1626) до нас дошли лишь незначительные остатки делопроизводственной документации по учёту персонального состава государева двора, городовых служилых корпораций и иных категорий служилых людей (основная часть погибла во время пожара 1626). Документ содержит множество имен московских дворян, по сравнению с Боярской книгой (1616), что позволяет значительно расширить представления о составе двора первых лет царствования Михаила Фёдоровича. Документ позволяет не только достаточно полно и ясно представить состав осадных сидельцев, но и роль, каждого служилого человека, социальной и чиновничьей группы.
Изучение материалов Осадного списка в сочетании с другими документами даёт возможность достаточно полно и наглядно прояснить принципы организации осадного дела в Русском государстве.

## Список осадных сидельцев
| Род                    | Имя, Отчество                | Чин / Место пожалования вотчиной / Примечания |
| ---------------------- | ---------------------------- | --- |
| Абдаловы (Обдалов)     | Иван Ушаков                  | |
| Абрамовы               | Анц Анцович                  | |
| Абрамовы               | Анц Юрьевич                  | |
| Абрамовы               | Юрий Юрьевич                 | |
| Абрамовы               | Докучай                      | Подьячий, Московский уезд |
| Абросимовы             | Афанасий                     | |
| Авдеевы (Овдеевы)      | Устин                        | |
| Аверкиевы              | Василий                      | |
| Аверкиевы              | Дмитрий Гаврилович           | |
| Аверкиевы              | Перфирий Львович             | |
| Агбирёвы               | Фадей Петрович               | |
| Агеевы                 | Тимофей                      | Дьяк (1629-1636) |
| Адамовы                | Иван                         | |
| Адамовы                | Иван Иванович                | |
| Айсины                 | Пятой                        | |
| Айгустовы              | Афанасий Иванович            | Стремянной конюх, Луховской уезд |
| Айгустовы              | Борис Яковлевич              | |
| Айгустовы              | Пётр Смышляев                | Московский дворянин (1636). |
| Айгустовы              | Савин Андреевич              | |
| Айгустовы              | Смышляй Степанович           | Луховской уезд, Хрулева слобода, луховецкий городовой дворянин (1627-1629). |
| Айгустовы              | Яков                         | |
| Акинфовы               | Александр Андреевич          | Арзамасский уезд, вотчина перешла к брату Леонтию, впоследствии зятю Биркину Самойло Ивановичу и ещё два раза передавалась зятьям.                                                                 |
| Акинфовы               | Андрей Павлович              | Стольник патриарха Филарета (1627-1629), стряпчий (1636), московский дворянин (1636-1668), походный московский дворянин царицы Натальи Кирилловны (1677).                                          |
| Акинфовы               | Архип Фёдорович              | Московский дворянин (1627-1636). |
| Акинфовы               | Афанасий Фёдорович           | Ржевский уезд, вотчина перешла Роману Фёдоровичу Акинфову |
| Акинфовы               | Второй Ратаев                | Владимирский уезд, часть вотчин отдано зятю Безобразову Василию Кузьмичу. |
| Акинфовы               | Григорий Петрович            | |
| Акинфовы               | Иван Павлович                | Московский дворянин (1671-1677). |
| Акинфовы               | Иван Фёдорович               | Московский дворянин (1627-1668), умер (1678). |
| Акинфовы               | Леонтий Андреевич            | Московский дворянин (1629-1658). |
| Акинфовы               | Павел Андреевич              | Владимирский уезд, затем вотчина перешла Леонтию Андреевичу Акинфову. |
| Акинфовы               | Павел Иванович               | |
| Акинфовы               | Роман Фёдорович              | Стольник патриарха Филарета (1627-1629), московский дворянин (1636-1640). |
| Акинфовы               | Фёдор Фёдорович              | Ржевский уезд, вотчина перешла брату Роману Фёдоровичу Акинфову. |
| Аксёновы               | Иван Гаврилович              | |
| Аксентьевы             | Иван Кузьмин                 | |
| Аксентьевы             | Самойло Григорьевич          | |
| Аксентьевы             | Юрий Богданович              | |
| Акчюрины               | Ефим Сеналеев                | |
| Албековы               | Дмитрий Семёнович            | Стряпчий (1640-1668). |
| Альбертусы             | Дмитрий Семёнович            | Князь. |
| Албычевы               | Агап Васильевич              | Мещовский уезд, тульский городовой дворянин (1627-1629). |
| Александровы           | Алексей Юрьевич              | Каширский уезд, каширский городовой дворянин (1627-1629). |
| Александровы           | Богдан                       | Боровский уезд, затем перешла сыну Ивану Богдановичу. |
| Александровы           | Василий Никитич              | |
| Александровы           | Дей Богданович               | Тверской уезд, затем перешла сыну Мирону Дееву. |
| Александровы           | Дружина Иванович             | |
| Александровы           | Иван Богданович              | |
| Александровы           | Иван Юрьевич                 | Каширский уезд. |
| Александровы           | Матвей                       | Казак |
| Александровы           | Матвей                       | Казачий есаул |
| Александровы           | Мирон Деев                   | |
| Александровы           | Михаил                       | |
| Алексеевы              | Андрей                       | |
| Алексеевы              | Богдан                       | |
| Алексеевы              | Борис Григорьевич            | Рязанский уезд. |
| Алексеевы              | Булгак                       | |
| Алексеевы              | Василий                      | |
| Алексеевы              | Григорий                     | Рязанский уезд, затем перешла сыну Борису Григорьевичу. |
| Алексеевы              | Иван                         | |
| Алексеевы              | Иван Булгакович              | |
| Алексеевы              | Игнатий Булгакович           | |
| Алексеевы              | Михаил                       | |
| Алексеевы              | Назар Леонтьевич             | |
| Алексеевы              | Осип Михайлович              | |
| Алексеевы              | Семён                        | |
| Алексеевы              | Смирной Булгаков             | |
| Алексеевы              | Фёдор Русинович              | |
| Алексеевы              | Фрол Михайлович              | |
| Алексеевы              | Матрёна                      | Жена Булгака |
| Аликовы                | Нефёд                        | |
| Аликовы                | Тимофей                      | |
| Алтуфьевы              | Григорий Юрьевич             | Стремянной конюх, Суздальский уезд. |
| Алтуфьевы              | Наум Пинаев                  | |
| Алфёровы               | Парфений (Перфилий) Иванович | Карачевский уезд, затем перешла сыну Семёну Перфильевичу |
| Алфёровы               | Семён Перфильевич            | |
| Алфёровы               | Михаил Васильевич            | Стольник (1627-1629) |
| Алшверк                | Анц                          | |
| Алымовы                | Артемий Иванович             | Брянский уезд |
| Алымовы                | Богдан Семёнович             | |
| Алымовы                | Дмитрий Борисович            | Брянский уезд |
| Алымовы                | Дружина Леонтьевич           | Алексинский уезд |
| Алымовы                | Семён                        | Алексинский уезд |
| Алябьевы               | Андрей Семёнович             | Московский уезд, вотчина перешла сыновьям: Григорию и Фёдору Андреевичам |
| Алябьевы               | Григорий Андреевич           | Московский дворянин (1627-1629). |
| Алябьевы               | Фёдор Андреевич              | Московский дворянин (1627-1640). |
| Алябьевы               | Мария                        | Жена Андрея Семёновича |
| Аминевы                | Иван Еремеевич               | Иноземец, Вологодский уезд, вотчина перешла зятю иноземцу Клюжовскому Осипу Романовичу Меньшому |
| Амосовы                | Ларион                       | |
| Ананьины               | Мамлей Кречев                | |
| Андреевы               | Бажен                        | |
| Андреевы               | Елистрат                     | |
| Андреевы               | Леонтий                      | |
| Андреевы               | Михаил Семёнович             | |
| Андреевы               | Семён                        | |
| Андреевы               | Третьяк                      | |
| Андреяновы             | Алексей                      | Галичский уезд, вотчина перешла зятю Перелешину Кондратию Ивановичу |
| Аникеевы               | Трифон Селиверстович         | Торушенин, Тарусский уезд. |
| Аникеевы               | Алексей                      | |
| Аникеевы               | Лукьян                       | |
| Аничковы               | Владимир Владимирович        | Нижегородский уезд, вотчина перешла жене Домне. |
| Аничковы               | Семён Михайлович             | |
| Аничковы               | Домна                        | Жена |
| Анненковы              | Василий Фёдорович            | Карачевский уезд. |
| Анненковы              | Воин Мартынович              | |
| Анненковы              | Григорий Матвеевич           | Карачевский уезд. |
| Анненковы              | Ермола Фёдорович             | Арзамасский городовой дворянин (1627-1629). |
| Ансимовы               | Астафий                      | Каширский уезд, вотчина перешла жене Марфе и сыновьям жильцам Никите и Степану Астафьевичам. |
| Ансимовы               | Никита Астафьевич            | Московский дворянин (1636-1677). |
| Ансимовы               | Степан Астафьевич            | Московский дворянин (1636-1668). |
| Ансимовы               | Марфа                        | Жена |
| Антоновы               | Иван                         | |
| Антоновы               | Дмитрий Тархович             | |
| Апраксины              | Пётр                         | |
| Апраксины              | Фёдор Никитич                | |
| Апушкины               | Первой                       | Галичский уезд, вотчина перешла сыновьям: Смирному, Алаю и Семёну Первого. |
| Апушкины               | Алай Первого                 | |
| Апушкины               | Грязной Первого              | |
| Апушкины               | Постник Первого              | |
| Апушкины               | Семён Первого                | |
| Апушкины               | Смирной Первого              | |
| Апушкины               | Фёдор Семёнович              | |
| Апушкины               | Григорий Филиппович          | |
| Апушкины               | Марья Матвеевна              | Жена |
| Арбеневы               | Иван                         | Стремянной конюх, Шацкий уезд, вотчина перешла сыну Юрию Ивановичу. |
| Арбеневы               | Василий Иванович             | |
| Арбеневы               | Семён Иванович               | |
| Арбеневы               | Юрий Иванович                | |
| Арбеневы               | Пётр Андреевич               | |
| Арбузовы               | Иван Иванович                | |
| Арбузовы               | Иван Фёдорович               | |
| Арбузовы               | Павел Семёнович              | Нижегородский городской дворянин (1627-1629). |
| Арбузовы               | Алена Ивановна               | Жена Ивана Ивановича |
| Арбузовы               | Марина                       | Жена Ивана Фёдоровича |
| Аргамаковы             | Алексей                      | |
| Аргамаковы             | Василий Алексеевич           | Московский дворянин (1627-1629). |
| Аргамаковы             | Иван Алексеевич              | Арзамасский уезд. |
| Аргамаковы             | Фёдор Алексеевич             | Московский дворянин (1627-1629). |
| Аргамаковы             | Яков Алексеевич              | |
| Аргамаковы             | Правый Филатович             | Рязанский уезд. |
| Арентины               | Арент                        | |
| Аринкины               | Арт                          | |
| Аристовы               | Савва Тимофеевич             | |
| Аристовы               | Севастьян                    | |
| Арнаутовы              | Афанасий Дмитриевич          | Московский дворянин (1627-1636). |
| Арсеновы               | Денис                        | Рязанский уезд. |
| Арсеновы               | Иван Афанасьевич Большой     | Рязанский уезд. |
| Арсеновы               | Иван Денисьевич              | Рязанский уезд. |
| Арсеновы               | Перфирий Афанасьевич         | Рязанский уезд. |
| Арсеновы               | Семён Савин                  | Рязанский уезд. |
| Арсеньевы              | Владимир Гаврилович          | Тарусский уезд. |
| Арсеньевы              | Малафей Павлович             | |
| Арсеньевы              | Павел                        | Алексинский уезд, вотчина перешла сыну Малафею Павловичу. |
| Арсеньевы              | Семён Никитич                | |
| Артёмовы               | Борис                        | |
| Артёмовы               | Мария                        | Жена Бориса |
| Артемьевы              | Гаврила                      | |
| Архаровы               | Данила Иванович              | |
| Архаровы               | Михаил Иванович              | |
| Архаровы               | Пётр                         | Каширский уезд, вотчина перешла жене Варваре и сыну Дементию петровичу. |
| Архаровы               | Дементий Петрович            | |
| Архаровы               | Тимофей Гаврилович           | |
| Архаровы               | Варвара                      | |
| Арцыбашевы             | Фёдор Константинович         | Московский Дворянин (1627-1629). |
| Арцыбашевы             | Юрий                         | |
| Арыковы                | Собин                        | |
| Асмановы               | Любим                        | |
| Астафьевы              | Воин Андреевич               | |
| Астафьевы              | Дорофей Меньшого             | Дедиловский уезд. |
| Астафьевы              | Давыд Фёдорович              | |
| Астафьевы              | Иван Иванович                | Соловлянин, Дедиловский уезд. |
| Астафьевы              | Лаврентий                    | |
| Астафьевы              | Никита                       | По выбору из Арзамаса |
| Астафьевы              | Никита Михайлович            | Сын боярский по Арзамасу |
| Астафьевы              | Тимофей Юрьевич              | |
| Астафьевы              | Юрий Никитин                 | Соловлянин, Соловской уезд, вотчина перешла жене Дарье и сыну Тимофею Юрьевичу и часть вотчины племяннику Давыду Фёдоровичу Астафьеву.                                                             |
| Астафьевы              | Дарья                        | Жена Юрия Никитина |
| Афанасьевы             | Игнатий                      | |
| Афанасьевы             | Кузьма                       | |
| Афанасьевы             | Фёдор                        | |
| Ахматовы               | Иван Васильевич              | |
| Бабичевы (князья)      | Иван                         | Клинский уезд, вотчина перешла сыновьям: Петру, Борису и Григорию Ивановичам |
| Бабичевы (князья)      | Борис Иванович               | Стольник патриарха Филарета (1627-1629), московский дворянин (1636-1668). |
| Бабичевы (князья)      | Григорий Иванович            | |
| Бабичевы (князья)      | Пётр Иванович                | Московский дворянин (1627-1658). |
| Бабичевы (князья)      | Фёдор                        | |
| Бобровы                | Иван                         | |
| Баврины                | Влас                         | |
| Баврины                | Пётр Валасьевич              | |
| Баграковы              | Иван Филиппович              | |
| Баевы                  | Тит                          | |
| Базанины               | Григорий Афанасьевич         | |
| Базанины               | Семён Афанасьевич            | |
| Байкишевы              | Богдан Есенчурин             | Московский уезд. |
| Байкины                | Савва Тимофеевич             | |
| Байковы                | Дружина Третьякович          | Царицын сын боярский, Медынский уезд |
| Байковы                | Исак Третьякович             | |
| Байковы                | Пётр                         | Великолуцкий уезд. |
| Байсубины              | Степан Клеупов               | |
| Байсубины              | Клеуш                        | |
| Байтерековы (князья)   | Алексей                      | |
| Бакины                 | Истома                       | |
| Баклановские           | Иван Иванович                | Московский дворянин (1627-1640), думный дворянин (1658-1676). |
| Бакунины               | Михаил                       | Ярославский уезд, вотчина перешла сыновьям: Сергею, Василию, Никифору и Григорию Михайловичам |
| Бакунины               | Василий Михайлович           | |
| Бакунины               | Григорий Михайлович          | |
| Бакунины               | Никифор Михайлович           | |
| Бакунины               | Сергей Михайлович            | |
| Балакиревы             | Елизарий Максимович          | |
| Балбековы              | Зянюк                        | |
| Балбековы              | Степан Кузьмич               | Новокрещён, Московский уезд. |
| Балбековы              | Фёдор                        | |
| Балбековы              | Фёдор Курманович             | Новокрещён, Боровский уезд. |
| Балловы                | Берн                         | |
| Балховы                | Борис Андреевич              | |
| Баль                   | Александр                    | |
| Банековы               | Юрий Фёдорович               | |
| Банины                 | Ларион Фёдорович             | |
| Банкуновы              | Иван                         | |
| Барановы               | Григорий                     | |
| Барановы               | Борис Григорьевич            | |
| Барановы               | Герасим Григорьевич          | |
| Барановы               | Иван Григорьевич             | |
| Барановы               | Иев Иванович                 | |
| Бартенёвы              | Иван Чулок                   | Галичский уезд. вотчина перешла сыновьям: Грязному, Авраму и Михаилу. |
| Бартенёвы              | Авраам Чулков                | Московский дворянин (1629-1636). |
| Бартенёвы              | Грязной Чулков               | Московский дворянин (1637-1640). |
| Бартенёвы              | Михаил Чулков                | Московский дворянин (1636-1658). |
| Бартенёвы              | Алферий Фёдорович            | |
| Бартенёвы              | Лукьян Фёдорович             | |
| Бартенёвы              | Андрей                       | |
| Бартенёвы              | Борис Дмитриевич             | Московский дворянин (1627-1640). |
| Бартенёвы              | Захарий Семёнович            | Стольник патриарха Филарета (1627-1629), московский дворянин (1658). |
| Бартенёвы              | Иван Елизарьевич             | Московский дворянин (1627-1629). |
| Бартенёвы              | Никита                       | Тульский уезд, вотчина продана Ивашкину Семёну. |
| Бартенёвы              | Осип Степанович              | |
| Бартенёвы              | Семён Афанасьевич            | |
| Бартенёвы              | Сенчюк Леонтьевич            | |
| Бартенёвы              | Ирина                        | Жена Семёна Афанасьевича |
| Барышниковы            | Григорий                     | Мещовский уезд, вотчина перешла сыну Василию Григорьевичу. |
| Барышниковы            | Василий Григорьевич          | |
| Баскаковы              | Алферий Петрович             | Московский дворянин (1636-1640). |
| Баскаковы              | Евдоким Иванович             | |
| Баскаковы              | Михаил Михайлович            | Московский дворянин (1636-1640). |
| Баскаковы              | Прокофий                     | |
| Баслановы              | Григорий                     | |
| Басовы                 | Василий Иванович             | Ярославский уезд, вотчина перешла брату Фёдору Ивановичу. |
| Басовы                 | Фёдор Иванович               | Стряпчий Хлебного дворца, Суздальский уезд. |
| Бастановы              | Иван Алексеевич              | Московский дворянин (1627), умер (1628). |
| Бастановы              | Владимир Иванович            | Стряпчий (1636-1658), московский дворянин (1668-1677). |
| Бастановы              | Михаил Осипович              | Московский дворянин (1640-1677). |
| Бастановы              | Авдотья                      | Жена Ивана Алексеевича |
| Батурины               | Илья Микулич                 | Малоярославецкий уезд, вотчина перешла по закладной Стеншину Петру Григорьевичу, малоярославский городовой дворянин (1629).                                                                        |
| Батурины               | Леонтий Микулин              | Малоярославецкий уезд, вотчина перешла брату Меньшому Микулину, впоследствии продана по закладной.                                                                                                 |
| Батурины               | Меньшой Микулин              | Малоярославецкий уезд, вотчина продана по закладной. |
| Батурины               | Кирьян Власьевич             | Малоярославецкий уезд. |
| Батурины               | Степан Власьевич             | Малоярославецкий уезд. |
| Батюшковы              | Григорий                     | Ярославский уезд, вотчина перешла сыновьям: Даниле, Матвею и Любиму Григорьевичам. |
| Батюшковы              | Данила Григорьевич           | Сытник. |
| Батюшковы              | Любим Григорьевич            | Подключник. |
| Батюшковы              | Провоторх                    | |
| Батюшковы              | Демид Провоторхович          | |
| Батюшковы              | Томило                       | |
| Батюшковы              | Трифон Алексеевич            | |
| Бахматовы              | Савелий (Савва)              | Московский дворянин (1627-1629) |
| Бахметевы              | Аврам                        | |
| Бахметевы              | Александр Аврамович          | Арзамасский городовой дворянин (1627-1629). |
| Бахметевы              | Лаврентий Савельевич         | |
| Бахметевы              | Григорий Иванович            | |
| Бахметевы              | Макар                        | |
| Бахметевы              | Семён Григорьевич            | |
| Бахметевы              | Мария                        | Жена Макара |
| Бахтеяровы (дворяне)   | Богдан Степанович            | |
| Бахтеяровы (дворяне)   | Первой Степанович            | Ржевский уезд, постригся (1626) и передал вотчину братьям: Борису, Второму и Богдану Степановичам.                                                                                                 |
| Бахтеяровы (дворяне)   | Второй Степанович            | |
| Бахтеяровы (дворяне)   | Космыня Степанович           | Калужский уезд. |
| Бахтеяровы (дворяне)   | Ждан Степанович              | Калужский уезд. |
| Бахтеяровы (дворяне)   | Ждан                         | Зубцовский уезд, вотчина перешла сыну Борису Ждановичу. |
| Бахтеяровы (дворяне)   | Борис Жданович               | |
| Бахтеяровы (дворяне)   | Любим Сергеевич              | |
| Бахтеяровы (дворяне)   | Василий Сергеевич            | |
| Бахтеяровы (дворяне)   | Сергей Сергеевич             | |
| Бахтеяровы (дворяне)   | Григорий Бидеев              | Новокрещён, Московский уезд, вотчина перешла сыну Григорию Григорьевичу. |
| Бахтеяровы (дворяне)   | Григорий Григорьевич         | Новокрещён. |
| Бахтеяровы (дворяне)   | Пётр                         | |
| Бахтины                | Афанасий Яковлевич           | |
| Бахтины                | Воин Иванович                | |
| Бахтины                | Мария                        | Жена Афанасия Яковлевича |
| Башевы                 | Емцы                         | |
| Башмаковы              | Василий Иванович             | |
| Башмаковы              | Казарин Петрович             | |
| Башмаковы              | Михаил Михайлович            | |
| Башмаковы              | Антон Григорьевич            | Московский дворянин (1627-1640). |
| Башмаковы              | Филон Григорьевич            | |
| Башмаковы              | Юрий Григорьевич             | |
| Башмаковы              | Яков Юрьевич                 | Московский дворянин (1629-1640). |
| Бегичевы               | Бесчастный Афанасьевич       | Малоярославецкий уезд. |
| Бегичевы               | Роман Афанасьевич            | Малоярославецкий уезд. |
| Бегичевы               | Богдан                       | Алексинский уезд, вотчина перешла сыну Якову Богдановичу. |
| Бегичевы               | Василий                      | Калужский уезд, вотчина перешла сыновьям Ивану и Кузьме Васильевичам |
| Бегичевы               | Иван                         | Калужский уезд, вотчина перешла сыну Ивану Ивановичу. |
| Бегичевы               | Иван Васильевич              | |
| Бегичевы               | Кузьма Васильевич            | |
| Бегичевы               | Иван Иванович                | |
| Бегичевы               | Иван Кузьмин                 | |
| Бегичевы               | Микула                       | Козельский и Переяславский уезды, вотчины перешла сыну Ивану Микуличу, а прежде были за его матерью                                                                                                |
| Бегичевы               | Иван Микулин                 | |
| Бегичевы               | Иван Олферьевич              | |
| Бегичевы               | Исаак Олферьевич             | |
| Бегичевы               | Илья Дмитриевич              | Калужский уезд. |
| Бегичевы               | Леонтий Семёнович            | |
| Бегичевы               | Михаил Петрович              | |
| Бегичевы               | Прохор                       | Калужский уезд, вотчина перешла жене Марии, затем племянникам Кузьме Васильевичу и Ивану Ивановичу.                                                                                                |
| Бегичевы               | Семён Казаринович            | |
| Бегичевы               | Семён Позднякович            | Алексинский уезд, вотчина перешла сыну Леонтию Семёновичу. |
| Бегичевы               | Фёдор Михайлович             | |
| Бегичевы               | Яков Богданович              | |
| Бегичевы               | Мария                        | Жена Прохора |
| Бегичевы               | Наталья                      | Жена Ивана |
| Беглецовы              | Игнатий Наумович             | Костромской уезд, вотчина перешла брату Никите Наумовичу. |
| Беглецовы              | Никита Наумович              | Дмитровский уезд. |
| Без                    | Яков                         | |
| Безобразовы            | Алексей                      | Старицкий уезд, вотчина перешла жене Лукерье |
| Безобразовы            | Алексей Романович            | |
| Безобразовы            | Андрей Романович             | Московский дворянин (1627-1640). |
| Безобразовы            | Иван Романович               | |
| Безобразовы            | Кузьма (Фёдорович)           | Ржевский уезд, вотчина перешла сыновьям Илье и Василию Кузьминым, медынский городовой дворянин (1627-1629).                                                                                        |
| Безобразовы            | Василий Кузьмин              | Белёвский уезд, стольник (1627-1658). |
| Безобразовы            | Илья Кузьмин                 | Ржевский уезд, владел вотчиной вместе с братом Василием Кузьминым, московский дворянин (1627-1668).                                                                                                |
| Безобразовы            | Меркурий                     | Старицкий уезд, вотчина перешла сыну Василию Меркурьевичу и далее внуку Дмитрию (1622). |
| Безобразовы            | Василий Меркурьевич          | Старицкий уезд, вотчина перешла брату Дмитрию Меркурьевичу, стряпчий с платьем (1627-1629), московский дворянин (1636-1640).                                                                       |
| Безобразовы            | Дмитрий Меркурьевич          | |
| Безобразовы            | Григорий Иванович            | Стряпчий (1636-1676), стольник (1678). |
| Безобразовы            | Пётр Иванович                | |
| Безобразовы            | Яков Иванович                | Стольник (1627-1640), московский дворянин (1658-1668). |
| Безобразовы            | Елизарий                     | Брянский уезд, вотчина перешла сыну Безобразову-Лиховидову Фёдору Елизарьевичу. |
| Безобразовы            | Семён                        | Малоярославецкий уезд, вотчина перешла сыну Ивану Семёновичу и часть передана зятю сына Хомякову Дмитрию Тихоновичу                                                                                |
| Безобразовы            | Иван Семёнович               | Московский дворянин (1640-1658). |
| Безобразовы            | Пётр Семёнович               | |
| Безобразовы            | Петр Матвеевич               | Московский дворянин (1627-1640). |
| Безобразовы            | Тимофей Никифорович          | Зубцовский уезд, московский дворянин (1627-1640). |
| Безобразовы            | Аграфена                     | Жена Ивана |
| Безобразовы            | Лукерья                      | Жена Алексея |
| Безобразовы-Лиховидовы | Елизарий                     | |
| Безобразовы-Лиховидовы | Фёдор Елизарьевич            | |
| Бекетовы               | Селиверст                    | Тверской уезд, вотчина перешла сыновьям Алексею и Богдану. |
| Бекетовы               | Алексей Сельверстович        | |
| Бекетовы               | Богдан Сельверстович         | |
| Беклемишевы            | Алексей Савельевич           | |
| Беклемишевы            | Иван Савельевич              | |
| Беклемишевы            | Назарий                      | |
| Беклемишевы            | Андрей Назарьевич            | |
| Беклемишевы            | Василий Семёнович            | Рязанский уезд, московский дворянин (1627-1640). |
| Беклемишевы            | Иван Семёнович               | Рязанский уезд. |
| Беклемишевы            | Яков Семёнович               | Стряпчий с платьем (1627-1629), стряпчий (1636-1640). |
| Беклемишевы            | Дмитрий Васильевич           | Мещовский уезд, мещовский городовой дворянин (1627-1629). |
| Беклемишевы            | Илья Васильевич              | Мещовский уезд. |
| Беклемишевы            | Данила Иванович              | |
| Беклемишевы            | Иван Иванович                | |
| Беклемишевы            | Кирилл Иванович              | Московский дворянин (1627-1640). |
| Беклемишевы            | Никита Иванович              | Московский дворянин (1627-1640), постригся (1649). |
| Беклемишевы            | Осип Иванович                | |
| Беклемишевы            | Роман Иванович               | |
| Беклемишевы            | Алексей Петрович             | |
| Беклемишевы            | Иван Петрович                | |
| Беклемишевы            | Дмитрий Петрович             | Рязанский уезд, вотчина перешла братьям Алексею и Ивану Петровичам, Андрею Назарьевичу, Ивану и Алексею Савельевичам (племянникам), московский дворянин (1627-1629).                               |
| Беклемишевы            | Михаил Матвеевич             | Серпейский уезд, вотчина по вкладной перешла Троице-Сергиеву монастырю. |
| Беклемишевы            | Одинец Михайлович            | Серпейский уезд, вотчина по вкладной перешла Троице-Сергиеву монастырю, московский дворянин (1627-1658).                                                                                           |
| Беклемишевы            | Семён Михайлович             | Мещовский уезд, вотчина перешла зятю Вырубову Тимофею Ивановичу. |
| Беклемишевы            | Семён Яковлевич              | Рязанский уезд, вотчина перешла сыновьям: Василию, Ивану и Якову Семёновичам, племяннику Семёну Яковлевичу, стряпчий с платьем (1627-1629), стряпчий (1636-1640), московский дворянин (1658-1668). |
| Бектышевы              | Василий                      | |
| Белавины               | Кирилл Третьякович           | |
| Белевцовы              | Иван Лукьянович              | |
| Беленихины             | Фёдор Леонтьевич             | |
| Белкины                | Богдан                       | Галичский уезд, вотчина перешла сыну Михаилу Богдановичу. |
| Белкины                | Михаил Богданович            | |
| Белкины                | Григорий Иванович            | Малоярославецкий уезд |
| Белово                 | Исаак Васильевич             | |
| Белого                 | Иван Титович                 | |
| Белокопытовы           | Андрей                       | Каширский уезд, казак, вотчина перешла сыну, казаку Фёдору Андреевичу. |
| Белокопытовы           | Фёдор Андреевич              | |
| Белосельские           | Захар Васильевич             | |
| Белоусовы              | Лукьян                       | |
| Белоусовы              | Степан Лукьянович            | |
| Барилёвы (Бирилёвы)    | Алексей Неупокоев            | |
| Белоцерковецкие        | Родион                       | |
| Бельские (Вельские)    | Михаил                       | Каширский уезд, казак, вотчина перешла сыновьям есаулу Ивану и Василию Михайловичам |
| Бельские (Вельские)    | Василий Михайлович           | |
| Бельские (Вельские)    | Иван Михайлович              | |
| Бельские               | Фёдор Самойлович             | |
| Бедрины                | Юрий                         | |
| Бердяевы               | Шарап Родионович             | |
| Березниковы            | Бурнаш Фёдорович             | |
| Березниковы            | Меркаш Фёдорович             | |
| Березниковы            | Фёдор Бурнашевич             | |
| Березниковы            | Фёдор Павлович               | |
| Березниковы            | Домна                        | Жена Бурнаша |
| Бересткины             | Иван                         | |
| Берестовы              | Алексей                      | Вологодский уезд, подьячий Разрядного приказа, вотчина перешла по купчей Трусову Андрею. |
| Беречинские            | Борис Фёдорович              | |
| Беречинские            | Фёдор Юрьевич                | Владимирский городовой дворянин (1627). |
| Берновы                | Фёдор                        | |
| Берновы                | Афанасий Фёдорович           | Ржевский уезд. |
| Берновы                | Иван Фёдорович               | Ржевский уезд, вотчина перешла брату Афанасию Фёдоровичу и племянникам Лаврентию, Илье и Ивану. |
| Берновы                | Лаврентий Фёдорович          | |
| Берновы                | Молчан                       | Ржевский уезд, вотчина перешла сыновьям: Максиму, Григорию, Ефиму и Фёдору Молчановым. |
| Берновы                | Григорий Молчанович          | |
| Берновы                | Ефим Молчанович              | |
| Берновы                | Максим Молчанович            | |
| Берновы                | Фёдор Молчанович             | |
| Берновы                | Иван Андреевич               | Тверской уезд, вотчина перешла братьям: Григорию, Максиму, Ефиму и Фёдору Молчановым. |
| Берновы                | Пётр                         | Ржевский уезд, вотчина перешла сыну Леонтию Фёдоровичу с братьями и матерью. |
| Берновы                | Иван Петрович                | |
| Берновы                | Илья Петрович                | |
| Берновы                | Лаврентий Петрович           | |
| Берновы                | Федора                       | |
| Беседные               | Григорий Фёдорович           | Галичский уезд |
| Бессоновы              | Юрий                         | |
| Бестужевы              | Иван                         | |
| Бестужевы              | Иван Никифорович             | Московский дворянин (1627-1640). |
| Бестужевы              | Иван Прокофьевич             | Стольник патриарха Филарета (1627-1629). |
| Бестужевы              | Иван Фёдорович               | Стряпчий (1658-1676). |
| Бестужевы              | Орина                        | |
| Бестужевы              | Прокофий Патрикеевич         | Кинешемский уезд, московский дворянин (1627-1636). |
| Бешеного               | Тимофей                      | |
| Бешенцовы              | Демьян                       | Бежецкий уезд, вотчина перешла сыну Афанасию Демьяновичу. |
| Бешенцовы              | Афанасий Демьянович          | |
| Бешенцовы              | Леонтий Дмитриевич           | |
| Бешенцовы              | Фёдор Андреевич              | |
| Бешенцовы              | Фёдор Тимофеевич             | |
| Бибиковы               | Борис Андреевич              | Алексинский уезд. |
| Бибиковы               | Глеб Андреевич               | Алексинский уезд. |
| Бибиковы               | Иван                         | Каширский уезд, вотчина перешла жене Орине и сыновьям Логвину и Фоме Ивановичам |
| Бибиковы               | Иван Иванович                | |
| Бибиковы               | Логин Иванович               | |
| Бибиковы               | Фома Иванович                | Московский дворянин (1658-1677). |
| Бибиковы               | Орина                        | Жена Ивана |
| Бибиковы               | Никифор Тимофеевич           | |
| Бибиковы               | Богдан Фёдорович             | |
| Бизюкины               | Домашний Ташлыков            | |
| Биреевы                | Бажен                        | |
| Биреевы                | Сила Баженов                 | |
| Биреевы                | Верига                       | |
| Биреевы                | Иван Веригин                 | Тарусский городовой дворянин (1627-1629) |
| Биреевы                | Моисей Веригин               | |
| Биреевы                | Фёдор Веригин                | Тарусский городовой дворянин (1627-1629). |
| Бирилевы               | Булат                        | |
| Бирилевы               | Пётр Булатович               | |
| Биркины                | Самойло Иванович             | Стольник (1627-1629), московский дворянин (1629-1640). |
| Биркины                | Иван Васильевич              | Рязанский уезд, московский дворянин (1627), ясельничий (1629-1636), думный дворянин (1640). |
| Битяговские            | Илья Лукин                   | Медынский городовой дворянин (1627-1629). |
| Битяговские            | Лука Никифорович             | Медынский уезд, вотчина перешла сыну Илье Лукину. |
| Благовы                | Григорий Петрович            | |
| Благовы                | Иван Владимирович            | Московский дворянин (1627-1640). |
| Благовы                | Иван Степанович              | Московский дворянин (1627-1640). |
| Блохины                | Иван                         | Угличский уезд. |
| Блохины                | Иван Иванович                | Стольник патриарха Филарета (1627-1629), стряпчий (1636-1640), умер (1644). |
| Блохины                | Афанасий Данилович           | Тверской уезд, московский дворянин (1627-1640). |
| Блудовы                | Семён                        | Суздальский уезд, вотчина перешла сыновьям Ивану и Богдану Семёновичам. |
| Блудовы                | Богдан Семёнович             | |
| Блудовы                | Иван Семёнович               | |
| Блудовы                | Богдан Яковлевич             | Вологодский городовой дворянин (1629). |
| Блудовы                | Василий Иванович             | Суздальский уезд, стремянной конюх. |
| Блудовы                | Григорий                     | Суздальский уезд, вотчина перешла сыну Самойло Григорьевичу. |
| Блудовы                | Самойло Григорьевич          | |
| Блудовы                | Давид Васильевич             | |
| Блудовы                | Назар Васильевич             | Устюженский уезд, царицын сын боярский. |
| Блудовы                | Дмитрий                      | Рязанский уезд, вотчина перешла сыну Степану Дмитриевичу. |
| Блудовы                | Степан Дмитриевич            | |
| Блудовы                | Игнатий Алексеевич           | |
| Блудовы                | Яков                         | Можайский уезд, вотчина перешла сыну, стрелецкому сотнику Богдану Яковлевичу. |
| Бобанины               | Аксентий                     | Тульский уезд, вотчина перешла сыновьям Кирею и Ивану Аксентьевичам. |
| Бобанины               | Иван Аксентьевич             | |
| Бобанины               | Кирей Аксентьевич            | |
| Бобанины               | Григорий                     | Козельский уезд, вотчина перешла внуку Осипу Фёдоровичу. |
| Бобанины               | Фёдор Григорьевич            | Козельский уезд, вотчина перешла сыну Осипу Фёдоровичу. |
| Бобанины               | Осип Фёдорович               | Алексинский уезд. |
| Бобанины               | Роман                        | |
| Бобарыкины             | Яков Михайлович              | Московский дворянин (1627-1629), умер (1630). |
| Бобарыкины             | Никита Михайлович            | Стольник (1627-1640), окольничий (1658-1676). |
| Бобарыкины             | Фёдор                        | |
| Бобарыкины             | Роман Фёдорович              | Стольник (1627-1658), походный московский дворянин царицы Натальи Кирилловны (1668-1677). |
| Бовыкины               | Богдан                       | Карачевский уезд, вотчина перешла жене Авдотьи, сыну Алексею Богдановичу и дочери Прасковьи |
| Бовыкины               | Алексей Богданович           | |
| Бовыкины               | Прасковья Богдановна         | |
| Бовыкины               | Авдотья                      | Жена Богдана |
| Бовыкины               | Истома                       | |
| Бовыкины               | Степан Михайлович            | Брянский уезд. |
| Богатырёвы             | Алексей (Алёшка)             | |
| Богатырёвы             | Ульяна Клементьевна          | Жена Алексея (урожденная Резанова). |
| Богатырёвы             | Осип Кириллович              | |
| Богдановы (дворяне)    | Александр                    | Ярославский уезд, ключник, вотчина перешла племянникам, стряпчему Сытного дворца Сергею Никифоровичу и жильцу Андрею Никифоровичу                                                                  |
| Богдановы (дворяне)    | Александр Третьякович        | |
| Богдановы (дворяне)    | Андреян Никифорович          | |
| Богдановы (дворяне)    | Сергей Никифорович           | |
| Богдановы (дворяне)    | Василий Иваевич              | |
| Богдановы (дворяне)    | Григорий                     | |
| Богдановы (дворяне)    | Григорий Жданович            | |
| Богдановы (дворяне)    | Нехороший Жданович           | |
| Богдановы (дворяне)    | Иван                         | |
| Богдановы (дворяне)    | Ивашка Иванов                | |
| Богдановы (дворяне)    | Михаил Иванович              | |
| Богдановы (дворяне)    | Никита Иванович              | |
| Богдановы (дворяне)    | Кузьма                       | |
| Богдановы (дворяне)    | Павел                        | |
| Богдановы (дворяне)    | Степан Васильевич            | |
| Богдановы (дворяне)    | Юрий Захарьевич              | Козельский уезд, вотчина перешла племяннику, стольнику Глебову Матвею Богдановичу, московский дворянин (1627-1629).                                                                                |
| Бозанины               | Григорий Афанасьевич         | Новгородский уезд, получил вотчину за Новгородское осадное сидение. |
| Бозанины               | Семён Афанасьевич            | Новгородский уезд, получил вотчину за Новгородское осадное сидение. |
| Бокеевы                | Путило Евсеевич              | Малоярославецкий уезд. |
| Боковы                 | Алфер Прокофьевич            | |
| Болдыревы              | Иван                         | Суздальский уезд, вотчина перешла сыновьям Степану и Дмитрию Ивановичам |
| Болдыревы              | Дмитрий Иванович             | |
| Болдыревы              | Степан Иванович              | |
| Болдыревы              | Иван Богданович              | |
| Болдыревы              | Фёдор Артемьевич             | |
| Болдырь                | Василий Васильевич           | В данном случае написано прозвание |
| Болкуновы              | Иван Максимович              | |
| Болотовы               | Никон Леонтьевич             | |
| Болотниковы            | Сулеш                        | Суздальский уезд, вотчина перешла сыновьям Александру и Ивану Сулешевым. |
| Болотниковы            | Александр Сулешев            | |
| Болотниковы            | Иван Сулешев                 | Суздальский городовой дворянин (1627-1629). |
| Болотниковы            | Андрей Иванович              | |
| Болотниковы            | Богдан Иванович              | |
| Болотниковы            | Лавр Иванович                | Мещовский городовой дворянин (1627-1629). |
| Болотниковы            | Иван Иванович                | |
| Болотниковы            | Иван Семёнович               | |
| Болтины                | Андрей Иванович              | |
| Болтины                | Баим Фёдорович               | Московский дворянин (1627-1658), ясельничий (1640). |
| Болтины                | Иван Фёдорович               | Арзамасский городовой дворянин (1627-1629). |
| Болтины                | Иванис Фёдорович             | |
| Болховские             | Дмитрий Иванович             | |
| Болховские             | Иван Михайлович              | |
| Болховские             | Роман Фёдорович              | Московский дворянин (1627). |
| Болшевы                | Иван                         | В иночестве Иона, Переславский уезд, вотчина перешла племяннику Ивану Алексеевичу. |
| Болшевы                | Алексей Иванович             | |
| Болшевы                | Иван Алексеевич              | |
| Бомирские              | Николай (Миколай)            | |
| Бораковы               | Даниил                       | |
| Бораковы               | Родион Денисовияч            | |
| Боранцевы              | Евтифий Васильевич           | Мещовский уезд. |
| Боранцевы              | Фёдор                        | Ржевский уезд, вотчина перешла сыновьям Абраму и Степану Фёдоровичам. |
| Боранцевы              | Степан Фёдорович             | |
| Боранцевы              | Коверка Дмитриевич           | Белёвский уезд. |
| Боранцевы              | Яков Дмитриевич              | Белёвский уезд |
| Боранцевы              | Иван                         | |
| Боранцевы              | Кондратий Иванович           | Белёвский уезд |
| Боранцевы              | Пётр Иванович                | Ржевский уезд. |
| Боранчеевы             | Яков Васильевич              | |
| Боранчеевы             | Иван Васильевич              | Старицкий уезд, вотчина перешла брату Якову Васильевичу |
| Борзецовы              | Алексей Тимофеевич           | |
| Борибины               | Богдан                       | Карачевский уезд, вотчина перешла сыну Алексею Богдановичу. |
| Борилёвы (Бирилёвы)    | Алексей                      | |
| Борисовы               | Гаврила                      | |
| Борисовы               | Демид                        | |
| Борисовы               | Дмитрий                      | |
| Борисовы               | Фёдор                        | Муромский уезд, вотчина перешла сыновьям, жильцам Семёну и Дмитрию Фёдоровичам |
| Борисовы               | Дмитрий Фёдорович            | |
| Борисовы               | Семён Фёдорович              | |
| Борисовы               | Иван                         | Задворный конюх |
| Борисовы               | Иван                         | Белоозёрец, казак |
| Борисовы               | Прокофий                     | |
| Борисовы               | Фрол                         | |
| Борковы                | Александр Фёдорович          | |
| Борковы                | Иван Фёдорович               | |
| Борковы                | Иван Семёнович               | |
| Борковы                | Матвей Иванович              | |
| Борковы                | Пётр                         | Ярославский уезд, путный ключник. |
| Борковы                | Иван Васильевич              | |
| Борковы                | Семён                        | Ярославский уезд, вотчина перешла сыну Афанасию Семёновичу. |
| Борковы                | Афанасий Семёнович           | |
| Борковы                | Богдан Семёнович             | Ростовский уезд, вотчина перешла Александру Фёдоровичу. |
| Бормосовы              | Тихон Васильевич             | |
| Борняковы              | Андрей Иванович              | Галичский уезд. |
| Борняковы              | Таврило Иванович             | |
| Борняковы              | Иван Иванович                | Галичский уезд. |
| Борняковы              | Григорий Иванович            | Галичский уезд. |
| Борняковы              | Борис Михайлович             | |
| Борняковы              | Долмат Артемьевич            | |
| Бородавцыны            | Борис                        | Брянский уезд. |
| Бородавцыны            | Степан Борисович             | |
| Бороздина-Колединская  | Настасья                     | Жена Григория Бороздина-Колединского |
| Бороздинцевы           | Иван Евтифеевич              | |
| Бороноволковы          | Василий Третьякович          | |
| Бороноволковы          | Асан Иванович                | |
| Бороноволковы          | Феоктист Асанович            | |
| Борцовы                | Иван                         | Белёвский уезд. |
| Борыковы               | Алексей Поминов              | Каширский уезд. |
| Борыковы               | Василий Степанович           | Каширский уезд. |
| Борыковы               | Михаил                       | |
| Борыковы               | Аграфена                     | Вдова, мать Михаила |
| Борятинские (князья)   |                              | |